# Магазин на главната улица
„Магазин на главната улица“ (на словашки: Obchod na korze) е чехословашки драматичен филм от 1965 година, режисиран от Ян Кадар и Елмар Клос по техен сценарий в съавторство с Ладислав Гросман.
Действието се развива в Първата словашка република, където беден дърводелец от провинциално градче получава конфискуван при ариизацията малък магазин на възрастна еврейка. Тя е донякъде сенилна и смята, че той е изпратен да ѝ помага в работата. Дърводелецът се привързва към нея, но се сблъсква с безсилието си, когато започва депортирането на местните евреи.
Главните роли се изпълняват от Йозеф Кронер, Ида Каминска, Франтишек Зварик, Хана Сливкова, Мартин Холи.

## В ролите
| Изпълнител             | Роля                                |
| ---------------------- | ----------------------------------- |
| Йозеф Кронер           | Тоно Брътко                         |
| Ида Каминска           | Розалия Лаутман                     |
| Хана Сливкова          | Евелина Бръткова, жена на Тоно      |
| Франтишек Зварик       | Маркуш Колкотски, градски управител |
| Елена Папова-Зварикова | Бурда                               |
| Милада Ежкова          | Рожика, жена на Маркуш              |

## Награди и номинации
- 1966 година филмът получава наградата Оскар за най-добър чуждоезичен филм.